# 卜道明
卜道明（1902年—1964年5月24日）字士畸，曾用名卞士吉、卜世畸、卜士琦、卜士奇。湖南益阳人，中国共产党早期党员，中国社会主义青年团高级干部，曾代理黄埔军校政治部主任，中共六大代表、共产国际五大代表、青年共产国际四大代表，后为中华民国官员。

## 生平
6歲入私塾。1915年进入湖南衡阳船山中学学习。1918年畢業，任小學教員。1919年，进入上海复旦大学旁听，同时参加陳獨秀、戴季陶所辦的滬濱工读互助团，并爲《國民日報》 副刊 《覺悟》 校對。1920年，入陳獨秀等人設立的上海外国语学社学俄文。1920年底，在上海加入中国社会主义青年团（这是陳獨秀等人成立的上海共产党早期组织）。1921年5月，作为上海外国语学社赴苏俄学员，被派赴苏俄学习，介绍人为贺民范。该批赴苏俄留学者共有刘少奇、任弼时、彭述之、萧劲光、卜士奇（卜道明）等30人。1921年8月初，他到达苏俄莫斯科，與任弼時等十餘人进入东方劳动者共产主义大学学习。1921年冬，由中国社会主义青年团团员转为中国共产党党员。参加中共旅莫支部的领导工作。1922年1月下旬，参加远东各国共产党及民族革命团体第一次代表大会。
1922年冬回国，任上海大学俄文讲师。1923年秋，当选中国社会主义青年团中央干事。1923年8月到9月，任中国社会主义青年团第二届中央执行委员会临时中央局委员、秘书。1923年8月到1924年9月，任中国社会主义青年团第二届中央执行委员会委员。1923年9月到1924年4月，任中国社会主义青年团第二届中央执行委员会驻粤委员。1924年3月，参加中国社会主义青年团第二届中央扩大会议。曾和邓中夏一起主办《中国青年》杂志。1924年4月到9月，任中国社会主义青年团第二届中央执行委员会中央局委员、学生部主任（任至1924年7月）,1924年8月到9月任农工部主任。
1924年6月，代表中国共产党出席共产国际第五次代表大会，代表中国社会主义青年团出席青年共产国际第四次代表大会。1924年9月，因为泄密而受留团察看处分，并被停止团中央委员等职务。
1924年夏，赴广东，任黄埔军校校长蒋介石的俄文翻译、苏联军事顾问加伦将军的翻译。东征陈炯明时，他与加伦将军、邵力子、蒋介石生活在一起。1925年春，接替周恩来代理黄埔军校政治部主任。当时他身为苏联顾问鲍罗廷的翻译，挂名代理黄埔军校政治部主任。因工作忙，一个多月未到职视事，后改由包惠僧代理。1926年秋，作为邵力子的翻译随同出使苏联。后来在莫斯科中山大学高级部、苏联科学院世界经济研究院学习。1928年6月，作为指定及旁听代表，参加在莫斯科举行的中国共产党第六次全国代表大会。大会结束之后，任莫斯科中山大学政治经济学讲师及列宁学院中国班政治经济学讲师。
1930年，卜道奇和一些留俄学生经海参威回到上海，被中统逮捕，羁押在留俄学生招待所，后任留俄同学会理事。后得到蒋介石的赏识与信任。蒋经国在苏联时，曾受他的照顾。
1933年任中国国民党中央组织部国际问题编审。后来担任南京中央陆军军官学校俄文教官、国民政府军事委员会航空委员会秘书。1938年秋，任国民政府军事委员会办公厅外事科科长，主管俄文译员事务。抗日战争期间，任中国国民党中央执行委员、军事委员会顾问事务处处长张冲的副手，参加国共和谈工作，任国民政府谈判代表的联络人员。张冲逝世后，接任顾问事务处处长。1944年11月，任国民政府外交部亚西司司长。1945年6月27日，以宋子文为团长，卜道明、蒋经国等14人为成员的代表团赴苏联莫斯科访问，就缔结中苏友好条约进行会谈。8月14日签订了《中苏友好同盟条约》。
1945年9月5日晚6时30分，毛泽东应蒋介石之邀，在国民党中央干部学校礼堂出席招待苏联驻华大使彼得洛夫的茶会，并同观京剧《穆桂英挂帅》。卜道明任总招待，蒋经国为副总招待。
1949年10月，卜道明从广州去台湾。初创园山远庐研究室。1951年4月，卜道明任“革命实践研究院”讲座及教育委员。1953年4月1日，邵毓麟、李白虹、卜道明等发起起成立国际关系研究会，研究中共及国际问题，邵毓麟为理事长，下设苏俄、美国、欧洲、日韩、匪情、谋略等六个研究组。1954年11月，邵因病辞职，由卜道明继任理事长。1959年，卜道明任“国防研究院”敌情组首席讲座。1961年，国际关系研究会改为中华民国国际关系研究所，下设国际、匪情、俄情、经济、边疆等五个研究组及编译、资料、出版、合作交换、秘书、会计、总务等7个业务组，推选卜道明先生为董事长兼主任，1964年5月24日，卜道明在台北病逝，终年62岁。

## 著作
- 《苏俄在中国》（俄文版）
- 《苏俄简明百科全书》[5]